# Christel Peters
Christel Peters (Swinemünde, 15 de enero de 1916 — 11 de junio de 2009) fue una actriz alemana.

## Biography
Peters era hija de actories por lo que ya apareció en el escenario cuando contaba con cuatro años.
Peters trabajó en numerosas obras de teatro aunque alcanzó la popularidad a raíz de la reunificación alemana  trabajando en numerosas series de televisión y anuncios.

## filomografía destacada
- Nachtgestalten (1999)
- Jetzt oder nie – Zeit ist Geld (2000)
- Vaya con Dios (2002)
- Verano en el balcón (Sommer vorm Balkon) (2005)